# カール・ヴァイセンベルガー
カール・ヴァイセンベルガー（Karl Weisenberger, 1890年9月29日 - 1952年3月28日）は、第二次世界大戦中のナチス・ドイツの軍人。最終階級は歩兵大将。受賞した称号は騎士鉄十字章。

## 生涯
ヴァイゼンベルガーは、1909年10月1日、ヴュルツブルクのバイエルン軍第9歩兵連隊「ヴレーデ」に一年志願兵として入隊した。1911年10月26日、歩兵第20連隊「プリンツ・フランツ」の中尉に昇進した。第一次世界大戦に参加し、帝国軍に編入された。そして終戦後はライヒスヴェーアに何度か加入され、1928年2月1日に少佐に昇格した。1934年にバイエルン歩兵第21連隊長に任命され、大佐に昇進したヴァイゼンベルガーは、1935年に陸軍士官学校の参謀長になった。
第二次世界大戦が始まると、ヴァイゼンベルガーは1939年10月15日に第71歩兵師団の司令官に任命された。1941年3月からは、第3軍団の司令部を務めた。同年4月、歩兵大将に昇進した。
1941年6月22日、ソビエト連邦への侵攻に参加。1941年11月29日、ヴァイゼンベルガーは指揮権を放棄し、その後、第二次世界大戦勃発当時に任されていた第36山岳軍団を引き継ぐ。1944年8月10日までこの指揮を執り、一時的に総統予備軍に移された。1944年8月15日、マウリッツ・フォン・ヴィクトリンに代わり、ニュルンベルクを拠点とする第13軍管区の司令官に就任した。

## 受賞歴
- 騎士鉄十字章（1914年）[1]。

- 戦傷章（1918年）銀章[1]。

- バイエルン軍功労勲章 剣・王冠付勲章[1]。
- 騎士鉄十字章（1940年6月29日）再[2][3]。
- ドイツ十字章（1944年8月13日）金章[2]。
- フィンランド獅子勲章（1944年8月12日）剣付章[4]。